# Мост уметности
Мост уметности (мак. Мост на уметноста) је пешачки мост преко реке Вардар у центру Скопља, главног града Северне Македоније. Налази се између моста „Слобода” и моста „Око“. На мосту се налазе статуе познатих македонских уметника и музичара.
Изграђен је као део већег пројекта Скопље 2014, са процењеним трошковима изградње од 2,5 милиона евра. На мосту се налази 29 скулптура, 14 са сваке стране и једном у средини. Дугачак је 83 метра и широк 9,2 метра, док је централни део моста широк 12 метара.

## Статуе
| - Војдан Чернодрински - Живко Чинго - Јордан Хаџи Константинов-Џинот - Стефан Гајдов - Адем Гајтани - Васил Иљоски - Славко Јаневски - Блаже Конески - Димитар Кондовски - Лазар Личеноски - Никола Мартиноски - Браћа Миладинови - Петар Мазев - Ванчо Николески - Властимир Николовски - Димитар Пандилов - Муртеза Пеза - Стале Попов - Тоше Проески - Трајко Прокопиев - Григор Прличев - Петре Прличко - Коста Рацин - Тодор Скаловски - Ацо Шопов - Никола Вапцаров - Неџати Зекерија |